# Chmeľovec
Chmeľovec es un municipio del distrito de Prešov en la región de Prešov, Eslovaquia, con una población estimada a final del año 2024 de 466 habitantes.
Se encuentra ubicado en el centro-sur de la región, en el valle del río Torysa (cuenca hidrográfica del río Tisza) y cerca de la frontera con la región de Košice.

## Demografía
| Año        | 1994 | 2004    | 2014    | 2024    |
| ---------- | ---- | ------- | ------- | ------- |
| Población  | 402  | 436     | 442     | 466     |
| Diferencia |      | +8,45 % | +1,37 % | +5,42 % |

| Año        | 2023 | 2024    |
| ---------- | ---- | ------- |
| Población  | 451  | 466     |
| Diferencia |      | +3,32 % |